# Copa Intercontinental de Basquete de 2019
A Copa Intercontinental da FIBA de 2019 foi a 28ª edição do maior torneio de clubes organizado pela FIBA. Foi realizada nos dias 15 de fevereiro a 17 de fevereiro de 2019, na Arena Carioca 1, no Rio de Janeiro.

## Formato
O torneio foi realizado sob o formato Final Four, jogado por quatro equipes.

## Equipes
O torneio foi disputado por quatro equipes. A NBA enviou os campeões da G-League. Enquanto os campeões da EuroLeague não foram autorizados a participar do torneio, devido a uma controvérsia envolvendo a FIBA e a EuroLeague Basketball.
| Equipe       | Qualificação                                 | Data da qualificação  | Participações                    |
| ------------ | -------------------------------------------- | --------------------- | -------------------------------- |
| San Lorenzo  | Campeão FIBA Liga das Américas 2018          | 25 de março de 2018   | Primeira participação no torneio |
| AEK Athens   | Campeão da Liga dos Campeões da FIBA 2017-18 | 6 de maio de 2018     | Primeira participação no torneio |
| Austin Spurs | Campeão NBA G League 2017-18                 | 10 de abril de 2018   | Primeira participação no torneio |
| Flamengo     | Anfitrião                                    | 17 de janeiro de 2019 | 2ª (Campeão na edição de 2014)   |

## Local
O torneio foi disputado na Arena Carioca 1, a casa do clube anfitrião do torneio, Flamengo. A Arena Carioca 1 está localizada no Rio de Janeiro, Brasil. A arena foi inaugurada em 2016 para os Jogos Olímpicos e tem uma capacidade de 6.000 pessoas para jogos de basquete.

## Chaveamento
|  | Semifinais      | Semifinais |                     |    | Final | Final |
|  |                 |            |                     |    |       |       |
|  | 15 de fevereiro |            |                     |    |       |       |
|  |                 |            |                     |    |       |       |
|  | San Lorenzo     | 64         |                     |    |       |       |
|  | San Lorenzo     | 64         | 17 de fevereiro     |    |       |       |
|  | AEK Atenas      | 86         |                     |    |       |       |
|  | AEK Atenas      | 86         | AEK Atenas          | 86 |       |       |
|  | 15 de fevereiro |            | AEK Atenas          | 86 |       |       |
|  |                 | Flamengo   | 70                  |    |       |       |
|  | Flamengo        | Flamengo   | 70                  | 90 |       |       |
|  | Flamengo        |            |                     | 90 |       |       |
|  | Austin Spurs    | 58         |                     |    |       |       |
|  | Austin Spurs    | 58         | Disputa do 3º Lugar |    |       |       |
|  |                 |            |                     |    |       |       |
|  | 17 de fevereiro |            |                     |    |       |       |
|  |                 |            |                     |    |       |       |
|  | San Lorenzo     | 77         |                     |    |       |       |
|  | San Lorenzo     | 77         |                     |    |       |       |
|  | Austin Spurs    | 59         |                     |    |       |       |

| Copa Intercontinental de Basquete de 2019 |
| Grécia                                    |
| ----------------------------------------- |
| Campeão AEK Atenas (1º título)            |